# Eranthemum ciliatum
Eranthemum ciliatum là một loài thực vật có hoa trong họ Ô rô. Loài này được (Craib) Benoist mô tả khoa học đầu tiên năm 1935.